# Seebitzschen
Seebitzschen ist ein Ortsteil der Gemeinde Seelitz im sächsischen Landkreis Mittelsachsen. Die Gemeinde Seebitzschen mit ihrem Ortsteil Zöllnitz wurde am 1. Juli 1950 nach Steudten eingemeindet, mit dem der Ort am 1. Januar 1994 zur Großgemeinde Seelitz kam.

## Geografie

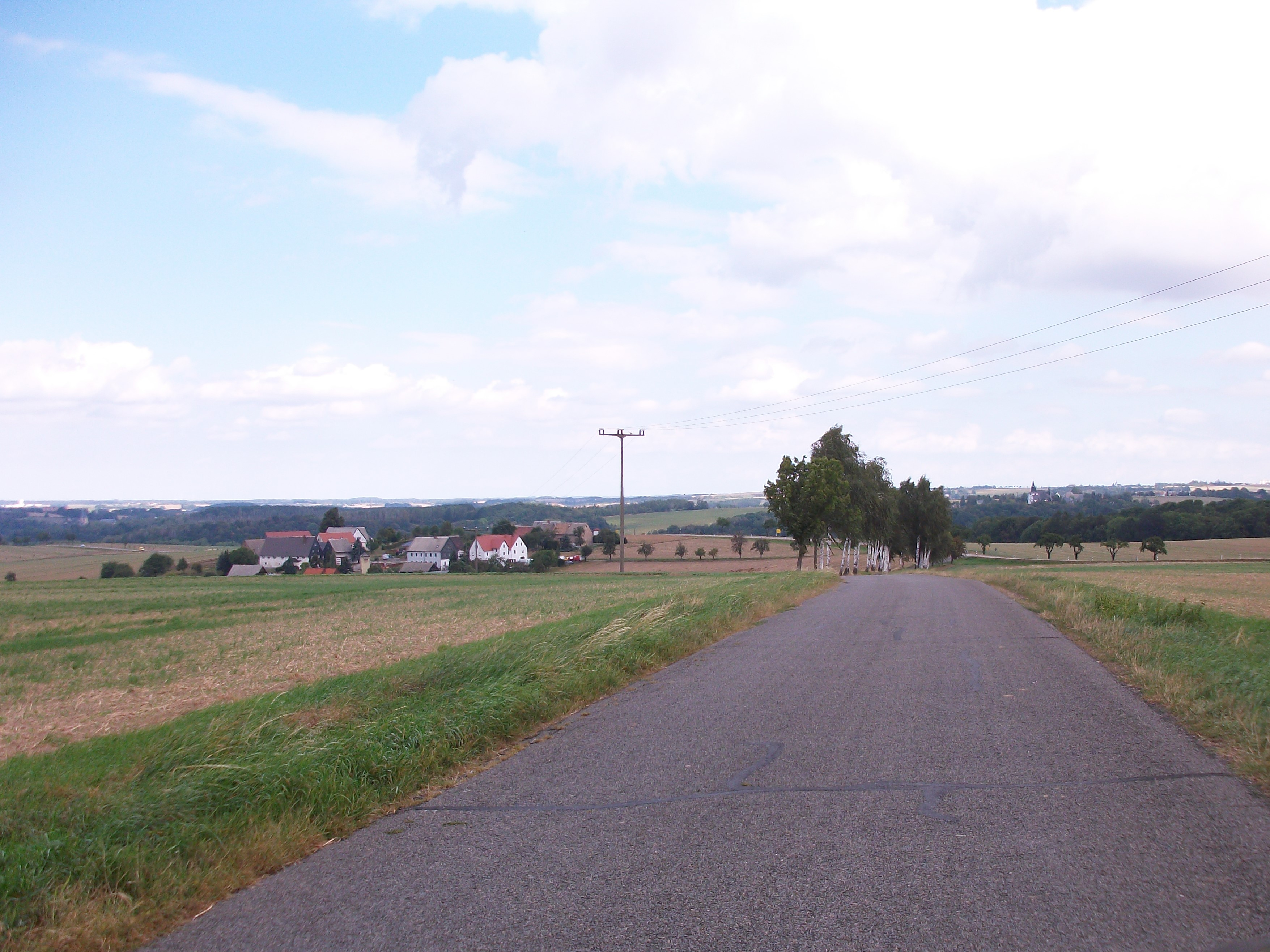
Straße von Beedeln, Blick auf Seebitzschen

### Geografische Lage und Verkehr
Seebitzschen liegt im Südwesten der Großgemeinde Seelitz südwestlich der Bundesstraße 107.

### Nachbarorte
|          | Zöllnitz                                    |        |
| Steudten | Kompassrose, die auf Nachbargemeinden zeigt | Kolkau |
|          | Beedeln                                     |        |

## Geschichte

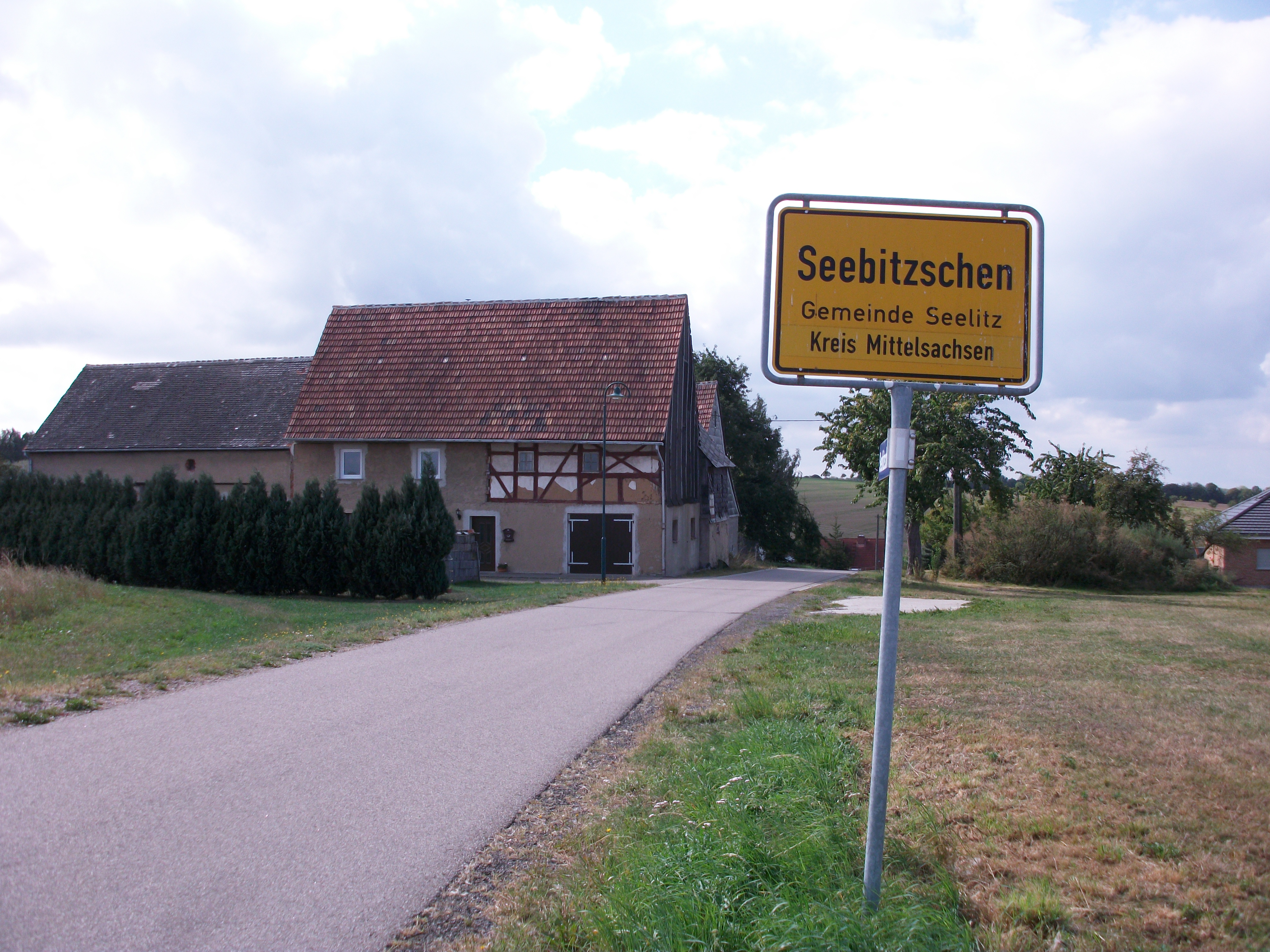
Seebitzschen, Ortseingang

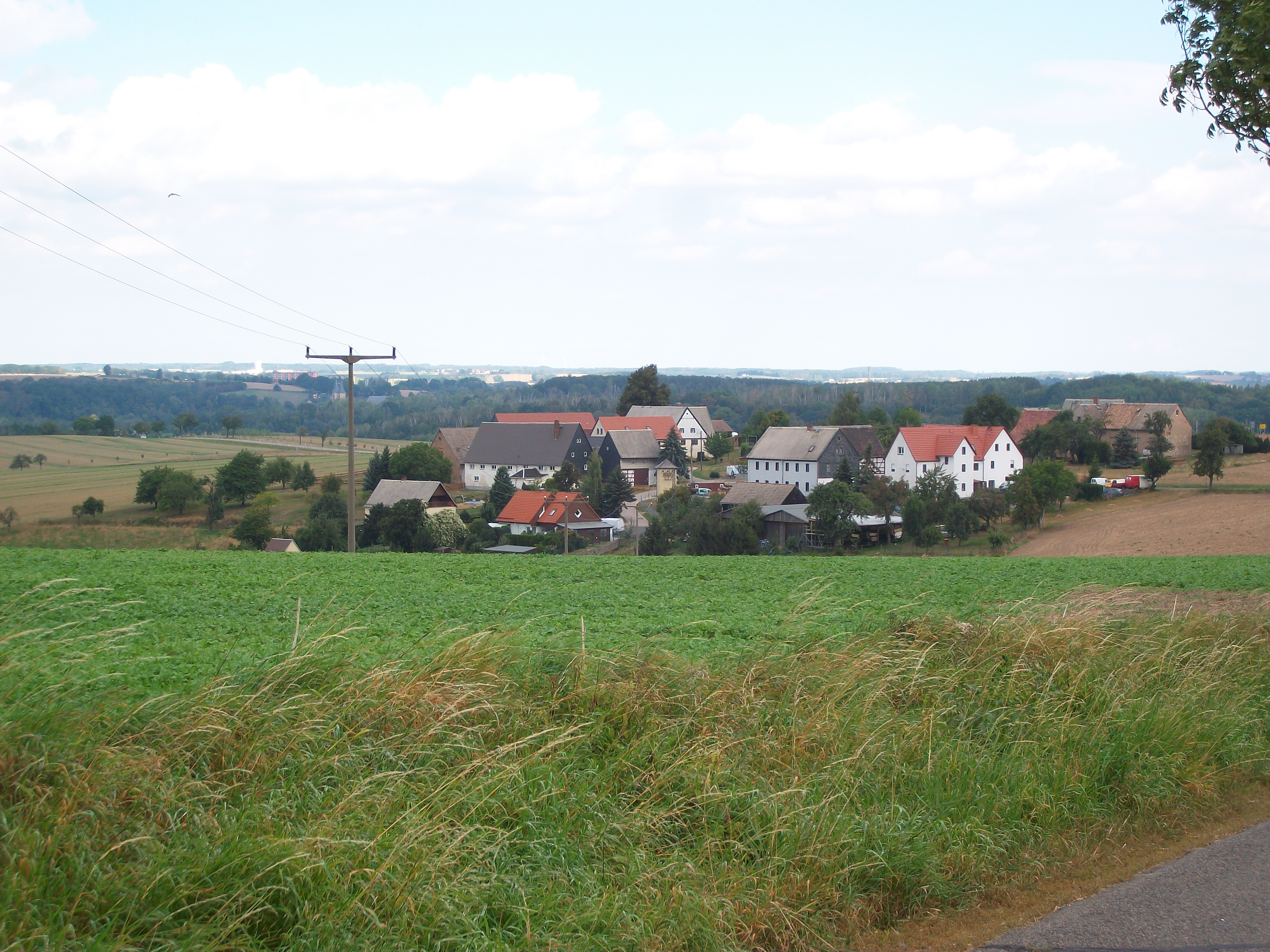
Blick auf Seebitzschen

Seebitzschen wurde im Jahr 1283 unter Nennung eines „Reinhardus miles dictus de Deuzin“ als Herrensitz erwähnt. Der Ortsname änderte sich bis ins 16. Jahrhundert über „Deuszyn“ (1288), „Seweschin“ (1292), „Sewitschin“ (1326) in „Sebitschen“ (1548). Bezüglich der Grundherrschaft gehörte Seebitzschen bis 1856 als Amtsdorf zum kursächsischen bzw. königlich-sächsischen Amt Rochlitz. Kirchlich ist der Ort seit jeher nach Seelitz gepfarrt. Bei den im 19. Jahrhundert im Königreich Sachsen durchgeführten Verwaltungsreformen wurden die Ämter aufgelöst. Dadurch kam Seebitzschen im Jahr 1856 unter die Verwaltung des Gerichtsamts Rochlitz und 1875 an die neu gegründete Amtshauptmannschaft Rochlitz. Am 1. April 1935 wurde der nördlich gelegene Nachbarort Zöllnitz eingemeindet.
Die Gemeinde Seebitzschen mit ihrem Ortsteil Zöllnitz wurde am 1. Juli 1950 nach Steudten eingemeindet. Durch die zweite Kreisreform in der DDR im Jahr 1952 wurde Seebitzschen als Ortsteil der Gemeinde Steudten dem Kreis Rochlitz im Bezirk Chemnitz (1953 in Bezirk Karl-Marx-Stadt umbenannt) angegliedert, der ab 1990 als sächsischer Landkreis Rochlitz fortgeführt wurde und 1994 im neu gebildeten Landkreis Mittweida und 2008 im Landkreis Mittelsachsen aufging. Durch die Eingemeindung der Gemeinde Steudten nach Seelitz ist Seebitzschen seit dem 1. Januar 1994 ein Ortsteil der Großgemeinde Seelitz.